# Каїмов Володимир Ахметович
Каїмов Володимир Ахметович — український кінооператор.
Народився 26 травня 1923 р. у м. Грозному в робітничій родині. Помер 22 жовтня 1993 р. Учасник Великої Вітчизняної війни. Працював на Київській кіностудії навчальних фільмів, механіком та асистентом оператора «Київнаукфільму», оператором «Укрторгрекламфільму». З 1956 р. — оператор «Київнаукфільму». Був членом Спілки кінематографістів України.

## Фільмографія
- 1965 — «Техніка безпеки виробництва жиру»
- 1965 — «Будівництво багатоповерхових станцій»
- 1966 — «Шахта — надійний засіб захисту»
- 1967 — «Земле наша»
- 1968 — «Екскаватори-70»
- 1969 — «Радянські автокрани»
- 1969 — «Образотворче мистецтво»
- 1970 — «Вітрова ерозія»
- 1971 — «Атлантик»
- 1977 — «Будівництво та монтаж бурових приладів»
- 1973 — «Освоєння пісків»
- 1974 — «Сильніше за полум'я»
- 1975 — «Рульовий моторист»
- 1976 — «Алюміній»
- 1979 — «Фільтрація води»
- 1981 — «НОП в управлінні сільським господарством»
- тощо

## Нагороди
- Ордени Слави II і III ступеню Великої вітчизняної війни II ст.
- Медалі учаснику Великої вітчизняної війни
- Значком «Отличник кинематографии СССР».